# Ain't That a Shame
Ain't That a Shame (o Ain't It a Shame) è un brano musicale del 1955 scritto da Antoine "Fats" Domino e Dave Bartholomew.
Il brano, pubblicato come singolo 45 giri dal titolo "Ain't It a Shame/La-La" da Fats Domino nel corso del 1955, fu distribuito dall'etichetta Imperial Records.
Il brano è stato inserito nell'album "Rock and Rollin' with Fats Domino" (del 1956) e nella compilation "Fats Domino Swings" (del 1958).
La canzone ha ottenuto ampio successo, raggiungendo il primo posto nella Billboard Hot 100, quando Pat Boone ne registro una cover nel 1955.

## Altre versioni
Tra le altre versioni eseguite da vari artisti nel corso degli anni vi sono:
- Pat Boone (1955)
- The Four Seasons (1963)
- John Lennon (1975, album Rock 'n' Roll; 2007, album Goin' Home: A Tribute to Fats Domino)
- Cheap Trick (1979, album At Budokan; 2001, album Silver)
- Paul McCartney (1988, album Snova v SSSR; 1990, album Tripping the Live Fantastic)
- Hank Williams Jr. con Mike Curb Congregation (1971)
- Tanya Tucker (1976, album Lovin' and Learnin')
- Brownsville Station (1977, album Brownsville Station)
- Mud (1982, album Mud featuring Les Gray)

## In altri media
- Domino interpreta il brano nel film Processo al rock and roll (Shake, Rattle & Rock!) del 1956.
- La canzone è usata nel film American Graffiti (1973).
- La canzone è usata nel film Cielo d'ottobre (October Sky; 1999).
- La canzone è usata in Pazzi a Beverly Hills (L.A. Story), film del 1991.
- La canzone è usata nel film Scuola d'onore (School Ties; 1992).
- La canzone è inclusa nella colonna sonora del videogioco Mafia II (2010).

## Riconoscimenti
La canzone è stata premiata nel 2002 con il Grammy Hall of Fame Award.
La canzone appare nella lista dei 500 migliori brani musicali secondo Rolling Stone.